# Angolo tra una retta e un piano
Nella geometria euclidea l'angolo tra una retta e un piano non paralleli è il minimo angolo tra la retta data e una retta del piano che la intersechi, ovvero l'angolo che i due oggetti definiscono su un piano passante per la retta e perpendicolare al piano dato. 